# Анкилостомиды
Анкилостоми́ды (лат. Ancylostomatidae) — семейство круглых червей отряда Рабдитиды подотряда Стронгилидов. Из этого семейства на млекопитающих паразитирует вид Ancylostoma caninum, а на людях — виды Ancylostoma duodenale и Necator americanus. При паразитировании видов рода анкилостомов развивается болезнь анкилостомоз, а при паразитировании видов рода Necator — некатороз. Виды этого семейства чаще всего заражают собак в Европе.

## Жизненный цикл
Проникают в организм хозяина либо через кожу, внедряясь активно, либо через рот, вместе с пищей. Яйца выделяются заражённым организмом во внешнюю среду, где уже развиваются личинки.

## Ареал
Распространены по всему миру, больше всего в тропиках и субтропиках.